# Barranc de Vallcarga
El barranc de Vallcarga és un barranc del terme de la Pobla de Segur, al Pallars Jussà.
Es forma a Roques Roies, per la unió del barranc de Montsor amb altres barrancs més petits procedents de les muntanyes dels entorns. Davalla cap al sud, fins a abocar-se en la Noguera Pallaresa al Pont de Pubill, a l'Horta de Vallcarga.
A l'altitud de 675 metres hi ha ubicada la sortida del sobreeixidor procedent de la cambra de càrrega de la central de la Pobla de Segur.